# Prison de Moabit
La prison de la Lehrter Strasse (en allemand : Zellengefängnis Lehrter Straße) ou prison de Moabit (Zellengefängnis Moabit) était une maison d'arrêt située sur la Lehrter Straße dans l'actuel quartier de Moabit à Berlin. La construction de cette « prison-modèle prussienne de Moabit » fut entreprise dans les années 1840, sous le règne de Frédéric-Guillaume IV : elle passait alors pour un centre de détention ultra-moderne, dans la mesure où les détenus, contre la tradition, étaient enfermés dans des cellules individuelles.
Cette prison a été rasée au cours de l'hiver de 1957 à 1958. Depuis 2006, un vaste aménagement paysager, le « parc historique de l'ancienne prison de Moabit », en a repris l'emplacement : divers monuments rappellent le passé sinistre de l'endroit.

## Emplacement

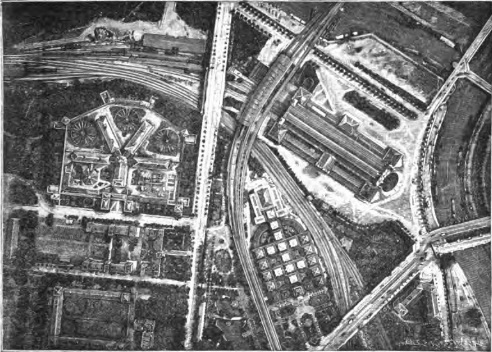
Les bâtiments de la prison (à gauche) et de la gare de Lehrte en vue aérienne, juillet 1886.

Cette prison de six hectares occupait la partie est de la Lehrter Straße, au carrefour avec l’Invalidenstrasse, juste à côté des voies ferrées de la gare de Lehrte, l'actuelle gare centrale de Berlin. En hommage aux victimes du nazisme, une pierre commémorative avait été dressée au centre du rond-point dans la Lehrter Straße au coin de la Seydlitzstraße ; elle se trouve désormais à l'entrée du parc.
Il ne faut pas confondre cette prison avec l'ancienne prison de la Wehrmacht, reconvertie en annexe (bloc n°3) du tribunal correctionnel de Plötzensee, au n°60 Lehrter Strasse. Il y avait d'ailleurs, au no 61, une annexe du tribunal de première instance de Tiergarten.

## Historique

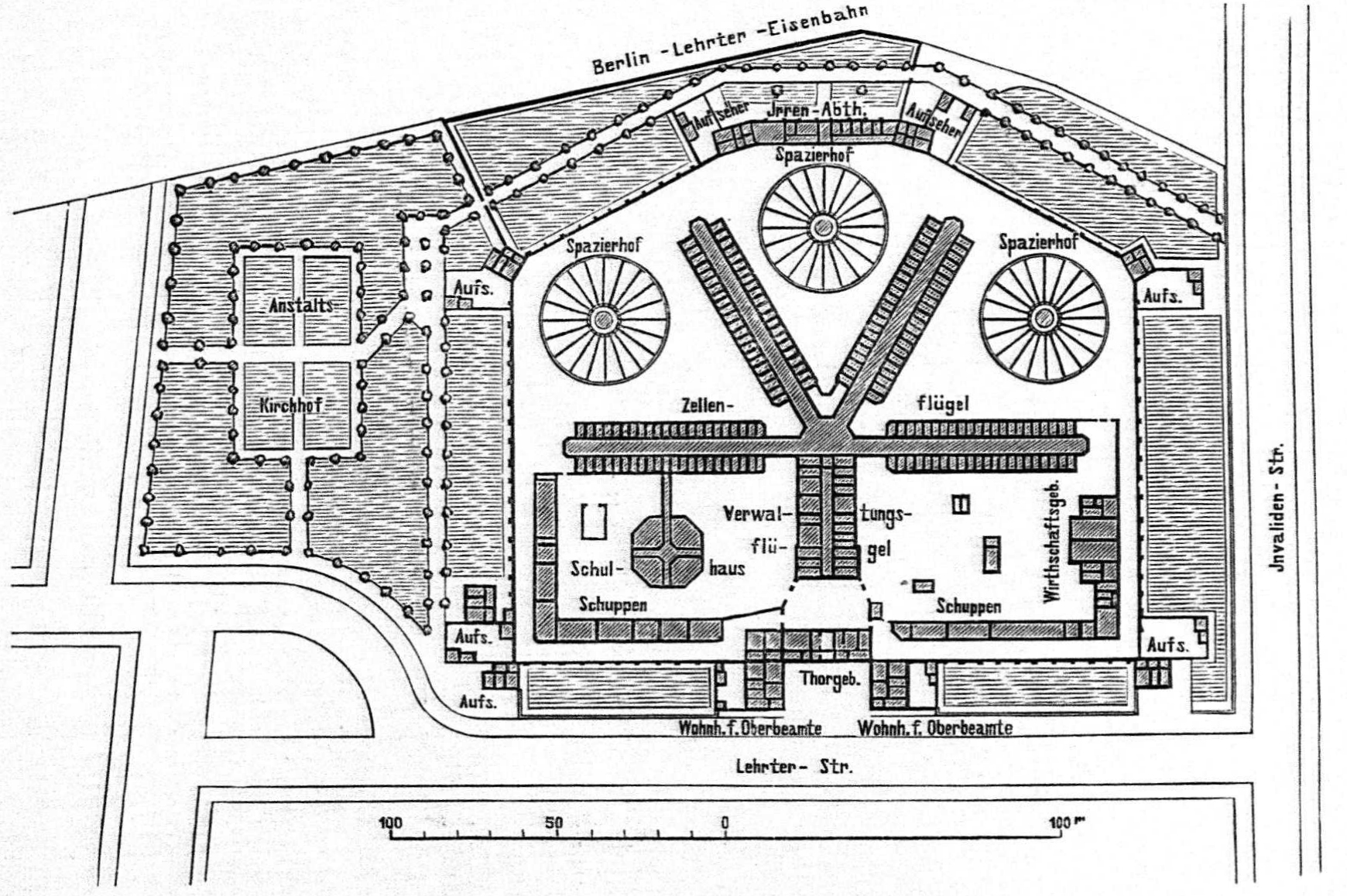
Plan de 1896.

Le projet d'une prison modèle à Berlin s'inscrivait dans le cadre de la réforme pénale entreprise par le roi Frédéric-Guillaume IV peu après son avènement : par décret du 26 mars 1842, il autorisait la construction de la prison selon le projet de l'architecte Carl Ferdinand Busse (de), inspiré de la maison d'arrêt britannique de Pentonville, à Londres. Les travaux étaient achevés en 1849. La prison comprenait cinq ailes panoptiques, dotées chacune d'un poste d'observation central, d'une chapelle, de services administratifs et d'un cimetière.
L'année même de l'inauguration de l'édifice, en 1847, se déroula ce qu'on a appelé le « procès des Polonais (de) », auquel comparaissaient 256 séparatistes polonais, dont Ludwik Mierosławski. L'église servait de salle d'audience. Les accusés, condamnés en décembre à des peines de mort ou de réclusion ne furent jamais exécutés et les premiers détenus de cette prison-modèle furent relaxés au bout de deux mois.
De 1856 à 1860, le directeur de l'établissement fut le juriste allemand Carl Eduard Schück (1804–1873), partisan déclaré de l'isolement carcéral selon le régime pennsylvanien.

### Sous leIIIeReich
Une partie de cette maison d'arrêt fut affectée en 1940 à la Wehrmacht puis, après le complot du 20 juillet 1944, à la Gestapo pour qu'elle y mène ses interrogatoires. C'est là que l'on amenait les personnes soupçonnées de résistance allemande au nazisme, comme le futur évêque Hanns Lilje (de).
Immédiatement après l'attentat du 20 juillet 1944, le directeur du Bureau IV de l’Office central de la sécurité du Reich, Heinrich Müller, fonda la « Commission d'exception du 20 juillet. » Des 400 membres de cette juridiction d'exception de la Gestapo, quelques douzaines furent affectés à la prison de la Lehrter Strasse. Ces dispositions, d'abord envisagées comme provisoires, devaient perdurer jusqu'à la chute de Berlin. La Gestapo s'occupait entre autres de durcir les conditions de détention envers les complices de l'attentat ; elle assura le transfert des prisonniers vers d'autres prisons ou des camps de concentration, ainsi que les interrogatoires (souvent sous la torture) dans le centre du no 8 de la Prinz-Albrecht-Strasse. Plusieurs prévenus condamnés par le Tribunal du peuple, les personnes convaincues d'avoir participé directement ou indirectement au renversement du régime ont été incarcérées dans cette prison.
Les mesures exceptionnelles adoptées envers les détenus politiques consistaient à leur ligoter les mains sur le ventre le jour, et derrière la nuque pour la nuit. On enchaînait en outre leurs jambes à des anneaux scellés au mur, contre le lit, pour la nuit. Une lampe électrique restait allumée toute la nuit, qui n'était masquée qu'en cas d'attaque aérienne. Ces mesures furent même appliquées aux prisonniers de droit commun. Il leur était interdit de cacher leurs mains sous leur corps la nuit, car les gardiens voulaient à tout prix éviter les suicides. La pénurie de nourriture eut des effets catastrophiques : plusieurs détenus ont perdu en quelques mois jusqu'à 30 kg, et il n'y avait plus de soins médicaux. C'est ainsi, par exemple, que le prélat Otto Müller, convaincu de conspiration, mourut d'une hémorragie gastrique le 12 octobre 1944 dans la clinique de la police voisine.
Plusieurs détenus n'ont survécu à leur détention à Moabit que grâce aux colis que leur envoyait leur famille et leurs amis. Des réseaux s'étaient formés pour soutenir les prisonniers, notamment à l’initiative de femmes qui tentaient de corrompre les gardiens afin de faire passer de la nourriture, des médicaments voire simplement des livres.
Il y avait parmi les détenus de nombreux prêtres opposés au IIIe Reich, comme le Jésuite Augustin Rösch. Incarcéré le 13 janvier 1945, il parvint à bénir et confesser ses codétenus, et même à assurer des messes à l'insu des gardiens, avec l'aide des factotums de la prison. Deux femmes amenaient les hosties pour la communion en les cachant dans les plis de leurs vêtements.
La plupart des complices de l'attentat attendaient en prison leur comparution devant le Tribunal du peuple : ils avaient donc en principe le statut d'inculpés, et étaient interrogés sur leurs crimes supposés. Deux pièces étaient réservées à cet effet, à proximité immédiate de la prison, mais elles furent rarement utilisées, car la Gestapo préférait emmener les prévenus dans son centre d'interrogatoire, à trois kilomètres de là, où la torture était de règle : coups, fouet, mais aussi arrachage de dents et d'ongles. L'ex-directeur de la police Paul Hahn a raconté son retour en prison après des heures de torture menées par le SS Herbert Lange :
« On m'a embarqué en auto à la prison de la Lehrter Strasse, ligoté, bien sûr, et entre deux sbires du SD. En arrivant, j'ai vu à la mine des gardiens de prison que mon aspect était effrayant. Mon visage sanglant était gonflé, mes lèvres déchirées et sanguinolentes. Une fois ligoté pour la nuit, les mains dans le dos, les pieds enchaînés au mur, je me suis endormi sur la couchette. » 
Dans la nuit du 22 au 23 avril 1945, 16 détenus convaincus de tentative d'évasion furent amenés sur les terrains du Salon de l'Aéronautique de Berlin (dit ULAP, dans Moabit) et tués sur ordre de Heinrich Müller. L’exécution au revolver fut menée par 30 SS sous les ordres de Kurt Stawizki (de). Il y avait parmi les condamnés Klaus Bonhoeffer et Albrecht Haushofer (de), héros du poème Le Sonnet de Moabit. Le jeune communiste Herbert Kosney, qui survécut miraculeusement à l'exécution, a pu témoigner des circonstances de ce crime d'État qui, comme la politique de la terre brûlée qui accompagnait le repli de la Wehrmacht, est caractéristique de la chute du IIIe Reich.
Au cours de la Seconde Guerre mondiale, la chapelle et une des ailes de la prison furent détruites par un bombardement britannique dans la nuit du 22 au 23 novembre 1943. À partir du 26 avril 1945, au lendemain de la libération des derniers prisonniers de droit-commun, il y eut un pillage systématique de la prison et, le surlendemain, le directeur de la prison, Oskar Berg, mourut d'un infarctus en quittant son abri antiaérien.

## L’après-guerre
Les Alliés remirent en service l'établissement pénitentiaire d’octobre 1945 à mars 1955. L'unique potence de la zone ouest fut dressée dans cette prison de Moabit à la fin de l'année 1946, et douze criminels de guerre y furent exécutés de janvier 1947 à mai 1949. Le serrurier assassin Berthold Wehmeyer (de) (1925-1949) a été la dernière personne guillotinée à Moabit : c'était le 11 mai 1949.
Au terme des travaux de déblaiement, à la fin des années 1950, il ne restait que quelques murs de la prison, ainsi que les logements des gardiens, conservés au titre de monument historique. Le cimetière a été déclassé ; les tombes des gardiens ont été conservées, le cimetière des détenus a cédé la place à des jardins. Les terrains qu'occupait la prison ont été aplanis et convertis en parking pour le stade voisin. La moitié est du parking a été allouée en 1962 à la Sté d'exploitation du souterrain de Tiergarten, qui en a fait un de ses entrepôts. En 2003, les autorités berlinoises ont lancé un projet de parc historique de la prison (Geschichtspark Ehemaliges Zellengefängnis Moabit), d'un montant de 3,1 millions d'euros. L’inauguration s'est déroulée en présence de la presse le 26 octobre 2006. Cet écomusée, conçu par le cabinet d'architectes-paysagistes Glaßer & Dagenbach, a été récompensé le 17 février 2007 par un prix d'architecture du Bund Deutscher Landschaftsarchitekten.

## Détenus célèbres
- Le comte Albrecht von Bernstorff (opposant au nazisme)
- Kurt Magnus (1933)
- Rita Arnould (1943) - comme opposante au nazisme
- Klaus Bonhoeffer (opposant au nazisme)
- Wolfgang Borchert (détenu neuf mois en 1944)
- Eduard Brücklmeier (opposant au nazisme)
- Max Hödel (1878) – exécuté pour l'attentat contre Guillaume Ier
- Erich Honecker en détention provisoire de 1935 à 1937 (opposant au nazisme)
- Johanna Kirchner (1889-1944), membre du SPD, résistante au nazisme exécutée
- Ewald-Heinrich von Kleist-Schmenzin (opposant au nazisme)
- Georg Ledebour et Karl Radek – comme Spartakistes
- Erich Mühsam (du 27-28 février 1933 au printemps 1933) – comme opposant au nazisme
- Gustav Noske (1945) – soupçonné de participation au complot contre Hitler
- Ernst Schneppenhorst (opposant au nazisme)
- Marion Yorck von Wartenburg (1904-2007), résistante, membre du Cercle de Kreisau
- Albrecht Haushofer (Décembre 1944 - Avril 1945), résistant auteur des sonnets de Moabit qu'il écrivit dans cette prison

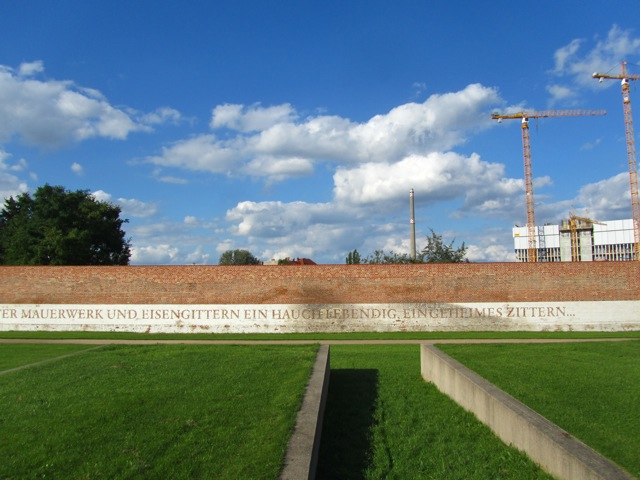
Parc historique de l'ancienne prison de Moabit.
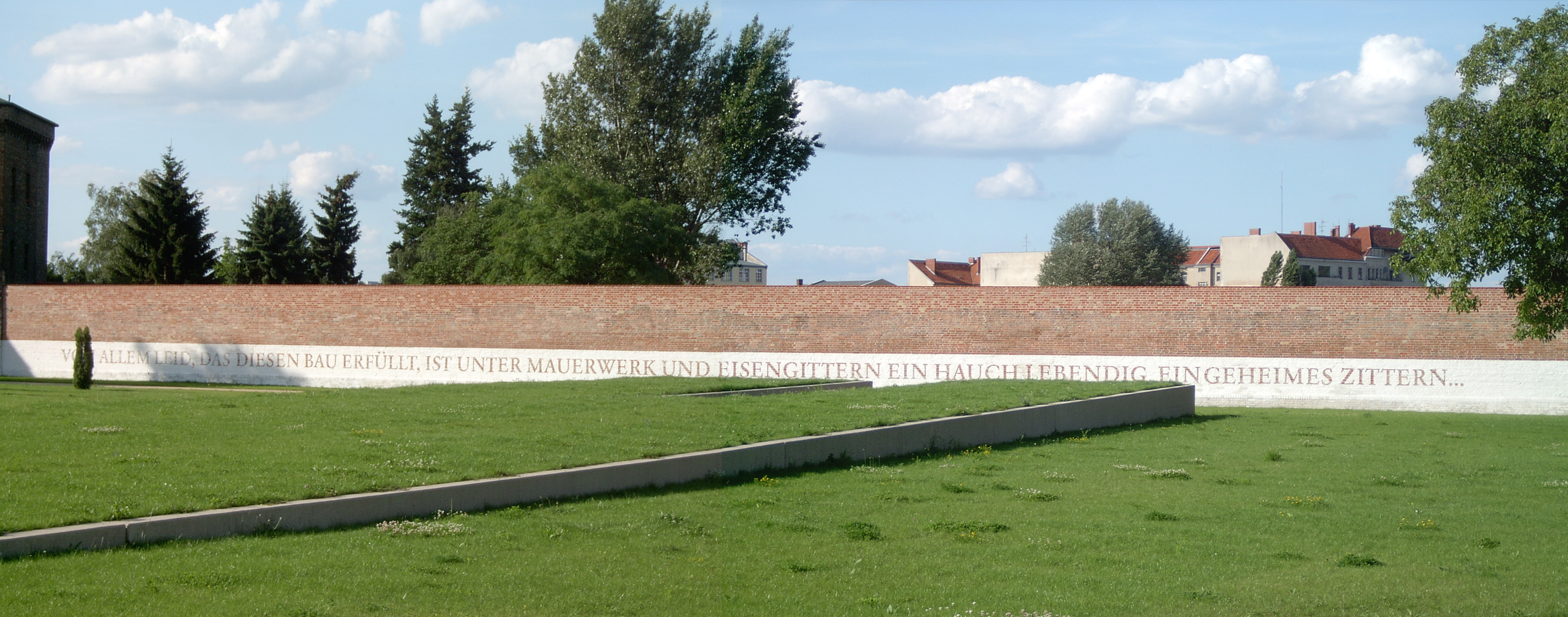
Le Sonnet de Moabit, composé par Albrecht Haushofer.
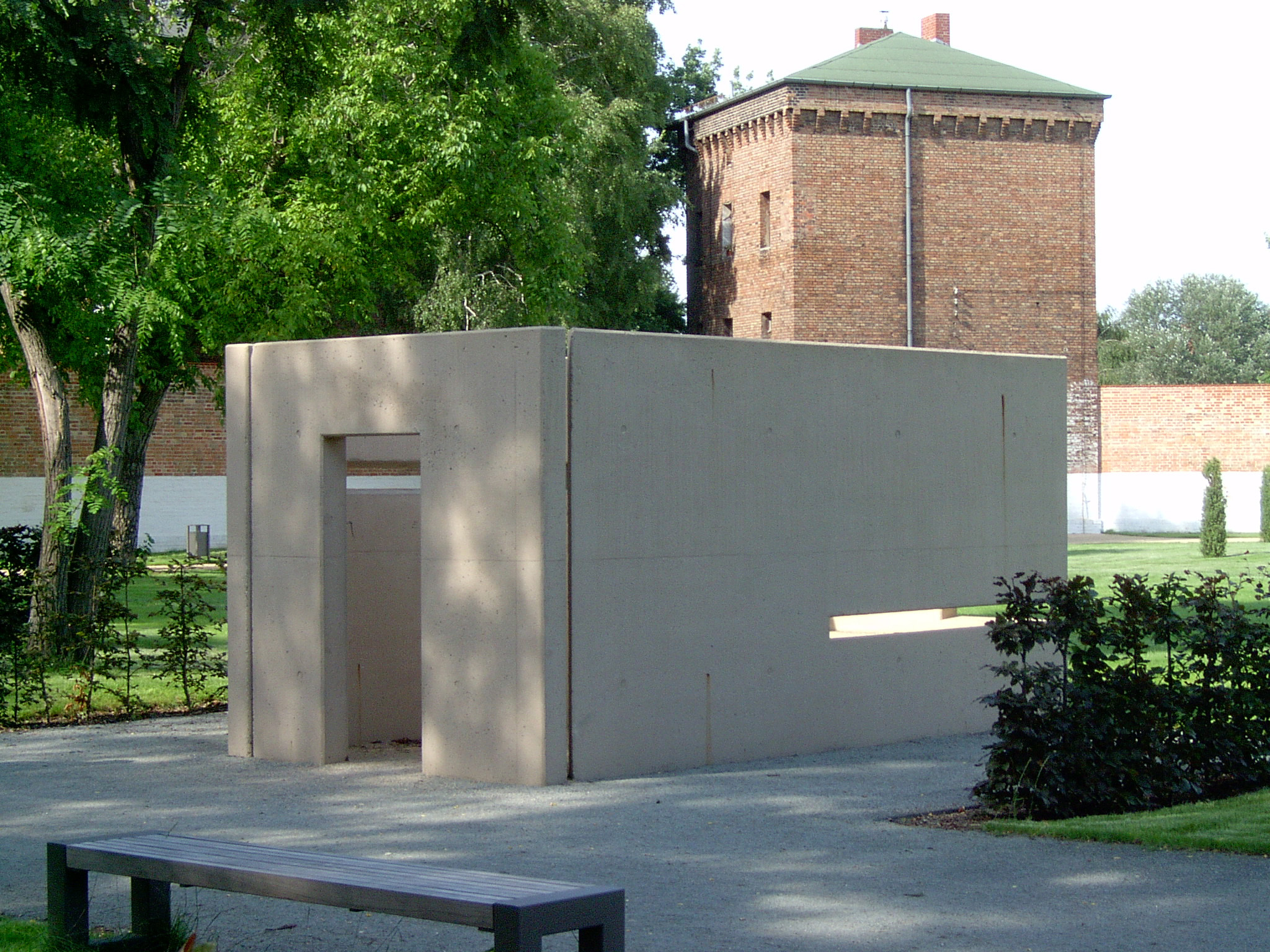
Cellule symbolique.
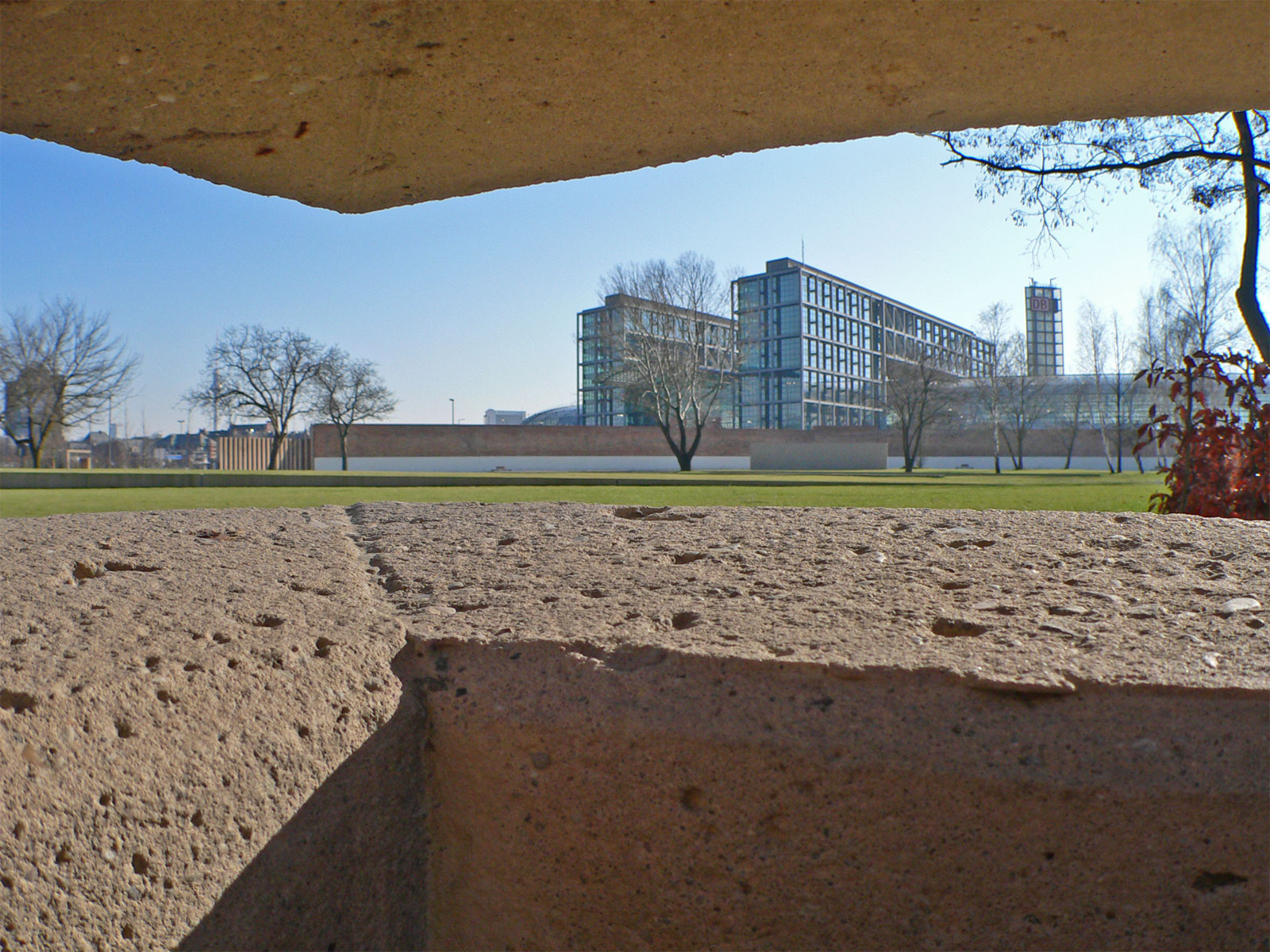
Le parc vu d'une cellule reconstituée.
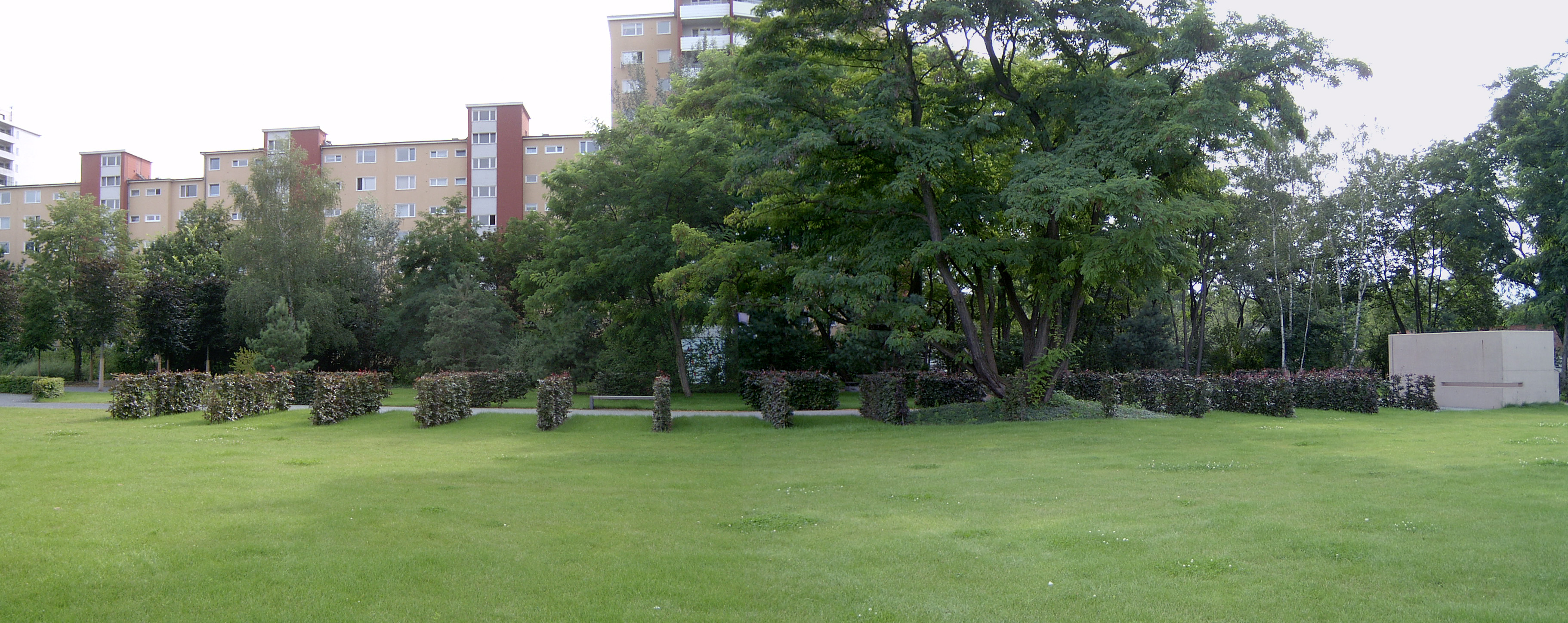
Panorama du pavillon A (Nord) et appartement de gardien.
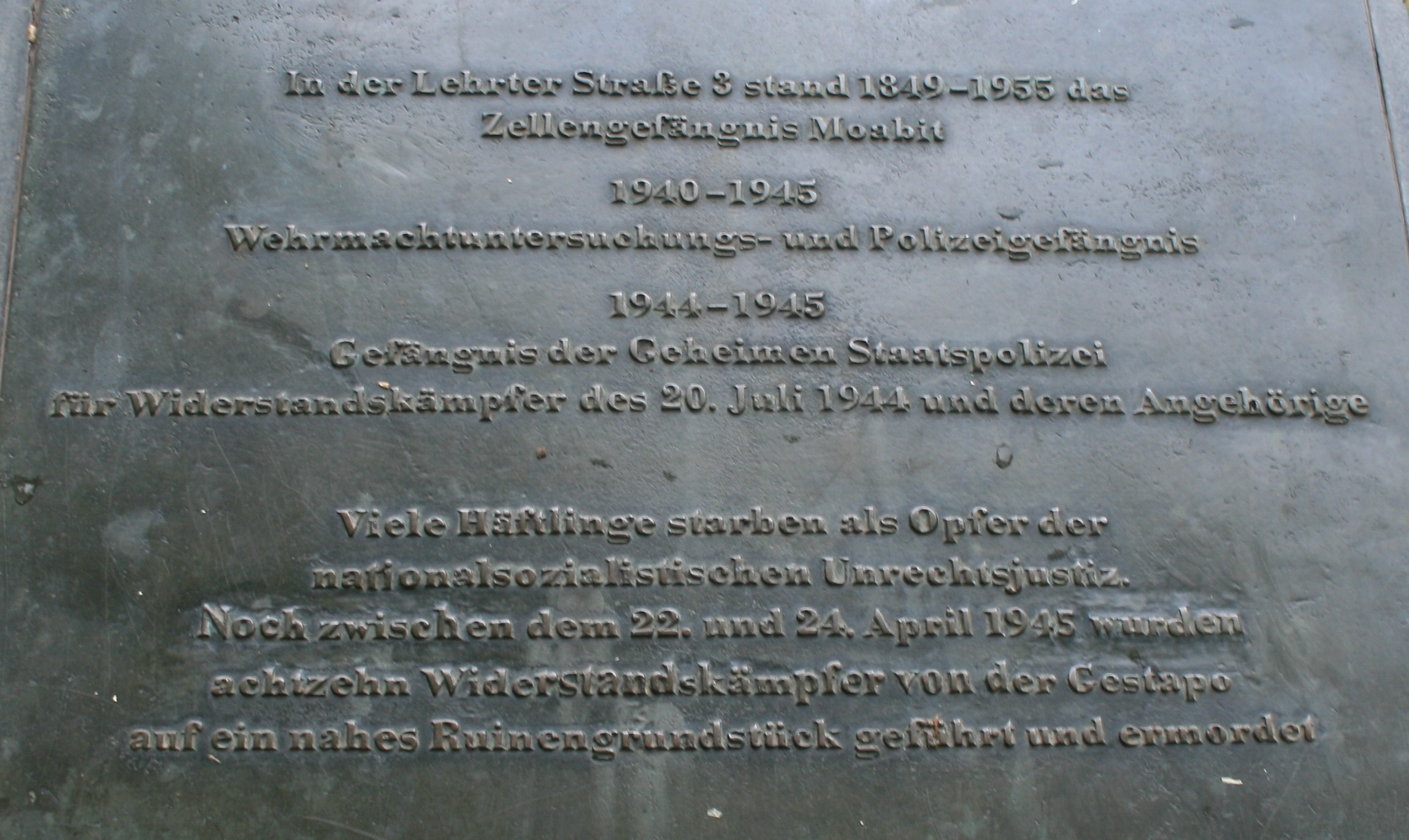
Plaque commémorative dédiée aux victimes du nazisme, au n°5 de la Lehrter Strasse.

## Voir également
- Panoptique
- Réclusion

- (de) Cet article est partiellement ou en totalité issu de l’article de Wikipédia en allemand intitulé « Zellengefängnis Lehrter Strasse » (voir la liste des auteurs).